# Xuejing Hu
Xuejing Hu (kinesiska: 雪景湖) är en sjö i Kina. Den ligger i den autonoma regionen Tibet, i den sydvästra delen av landet, omkring 790 kilometer nordväst om regionhuvudstaden Lhasa. Xuejing Hu ligger 4 807 meter över havet. Arean är 48 kvadratkilometer. Trakten runt Xuejing Hu är ofruktbar med lite eller ingen växtlighet. Den sträcker sig 6,1 kilometer i nord-sydlig riktning, och 13,4 kilometer i öst-västlig riktning.
Genomsnittlig årsnederbörd är 277 millimeter. Den regnigaste månaden är juli, med i genomsnitt 102 mm nederbörd, och den torraste är december, med 2 mm nederbörd.